# Maurice Caillet
Maurice Caillet, (Burdeos, 24 de septiembre de 1933 - Saint-Pierre-Quiberon, 6 de noviembre de 2021) fue un cirujano, urólogo, ginecólogo, conferenciante y ensayista francés.

## Biografía
Maurice Caillet nació en una familia cristiana pero no fue bautizado. Entró en la masonería y varios años después renunció a la misma exponiendo su caso en su libro Yo fui masón. Es un activista provida. Sus libros están basados en sus experiencias personales durante varios años en la masonería y el ocultismo, antes de su experiencia de conversión al cristianismo. Su historia personal tiene paralelismos con la de Jim Shaw, Burkhardt Gorissen y John Salza.

## Obras
- Du secret des loges à la lumière du Christ, (éditions L'Icône de Marie) (traducido en polaco y italiano)
- Hédonisme ou christianisme, (éditions L'Icône de Marie)
- Occultisme ou christianisme, (éditions L'Icône de Marie)
- La franc-maçonnerie: un péché contre l’Esprit? (éditions L'Icône de Marie)
- Rien n’est impossible à Dieu; un charisme de guérison, éd. Le Sarment/éd. du Jubilé, París.
- Catholique et franc-maçon:est-ce possible? ed.Icône de Marie (2007)
- J'étais franc-maçon, Éditions Salvator, (nov. 2009)

en español
- Yo fui masón Ed. Libros libres Madrid (2008)

en portugués
- Eu fui Maçom Ed. Esfera dos livros Portugal (2009)

en italiano
- Ero massone Ed Piemme (avril 2010), ISBN 978-88-566-0978-3

en polaco
- Byłem masonem, éditions Wydawnictwo.